# Leo Sanchez Barbosa
Leo Sanchez Barbosa ist ein US-amerikanischer Animator und Gründer des Leo Sanchez Studios Inc. Er lebt und arbeitet in Los Angeles, Kalifornien.

## Arbeitsgeschichte
2006 kam Leo Sanchez zu Disney Animation. Dort war er Senior Modeller und arbeitete Filmecharaktere wie Bolt, welcher 2008 in die Kinos kam, auch an Filmen wie Glago´s Guest oder Rapunzel neu Verföhnt wirkte er mit und erstellte ein Charakterdesign.
2010 wechselte er in DreamWorks Animation in die Abteilung Visual Development. Zusammen mit Animations Direktoren arbeitete er als CG Charakter Designer an Filmen wie Drachenzähmen leicht gemacht 2.
Im Mai 2012 gründete Barbosa sein eigenes Studio in Los Angeles. Dort wurden Bereiche wie Look Dev, Rigging und Animation zusammen geführt um eine bestmögliche Charakterentwicklung zu produzieren. Sein Studio war an großen Produktionen wie Angry Birds der Film (2016), Dreamworks Dinotrux (2015–2016), Drachenzähmen leicht gemacht 3 (2019) oder Croods 2 (2020) beteiligt.
Auch außerhalb der Filmbranche wird er um Rat gefragt. Zum Beispiel für Unternehmen aus Bereichen der Spielzeugproduktion und Gaming wird sein Wissen im Bereich CG Charaktererstellung benötigt.

## Filmographie
(Quelle: )

### Art Department
- 2005: Moongirl
- 2015: Henry
- 2016: Trolls
- 2016–2018: Trolljäger
- 2018: Bilby
- 2018: 3 von oben
- 2019: Willkommen im Wunderpark
- 2019: Angry Birds 2: Der Film
- 2020: Die Zauberer
- 2020: Mü-Mo das Müllmobil
- 2020: Die bunte Seite des Monds
- 2020: Die Croods – Alles auf Anfang

### Animation Department
- 2006: Es war k’einmal im Märchenland
- 2008: Glago's Guest
- 2008: Bolt: Ein Hund für alle Fälle
- 2009: Prep & Landing
- 2010: Rapunzel – Neu Verföhnt
- 2011: Prep & Landing: Naughty vs Nice
- 2014: Drachenzähmen leicht gemacht 2
- 2015–2016: Dinotrux
- 2016: Angry Birds – Der Film
- 2019: Drachenzähmen leicht gemacht 3: Die geheime Welt
- 2021: Der Wunschdrache
- 2021: The Windshield Wiper

### Visual Effects
- 2005: Valiant

### Produzent
- 2021: The Windshield Wiper